# Шпиц
Шпиц је део дана током којег су гужве у саобраћају на путевима и гужве у јавном превозу највеће. Обично се то догађа два пута сваког радног дана; једном ујутру и једном поподне или увече, у време у којем већина људи путује. Израз се често користи за време највишег загушења који може трајати дуже од једног сата.
Израз је веома широк, али се често односи посебно на приватни саобраћај у аутомобилу, чак и када је на путу велика количина аутомобила, али нема пуно људи, или ако је запремина нормална, али постоји неко ометање брзине. По аналогији са саобраћајем у аутомобилу, термин Интернетски шпиц користи се за описивање периода вршне употребе података, што резултира кашњењем и споријом испоруком података.

## Дефиниција
Назив је понекад неподесан, јер период врхунца често траје више од једног сата, а „шпиц” се односи на обим саобраћаја, а не на брзину његовог протока. Шпиц може бити од 6 до 10 преподне (6:00–10:00) и 3–7 поподне (15:00–19:00). Периоди највишег саобраћаја могу варирати од града до града, од региона до региона и сезонски.
Учесталост услуга јавног превоза обично је већа у шпицу, а често се користе и дужи возови или већа возила. Међутим, повећање капацитета је често мање од повећаног броја путника, због ограничења расположивих возила, особља и, у случају железничког саобраћаја, капацитета колосека, укључујући дужину перона. Настала гужва може натерати многе путнике да стoje, а други се можда неће моћи укрцати. Ако нема довољно капацитета, то може учинити јавни превоз мање атрактивним, што доводи до веће употребе аутомобила и делом преусмеравања застој на путеве.
Управљање потражњом у саобраћају, попут путарина или накнада загушења, осмишљено је тако да стимулишу људи да мењају своје време путовања како би умањили загушење. Слично томе, цене јавног превоза могу бити веће током вршних периода; ово се често представља у виду попуста цене превоза ван шпица. Сезонске карте или карте за више вожње, које се продају са попустом, уобичајено се користе током радних дана, и често не узимају у обзир разлике у ценама током шпица.
Размештени сати су били промовисани као средство за увећање потражње путем дужих временских раздобље - на пример, у филму Шпица и у покровитељству Међународног уреда за рад.

## Управљање саобраћајем по земљама

### Кина
Кина је дом неких од најпрометнијих мрежа метроа на свету. Упркос агресивној експанзији брзих транзитних мрежа у последњој деценији, брзи раст градског становништва довео је до велике потражње за градским превозом. Неки системи рутински ограничавају улазе у станице и пролазе за трансфер како би спречили да мрежа буде преоптерећена. На пример, 96 станица метроа у Пекингу има ограничења уласка у појединим деловима дана. Метро у Гуангџоу има 51 станицу са ограничењима протока путника.

### Колумбија
У програму пико и плака (врх и регистарске таблице) у Боготи, возачима некомерцијалних аутомобила је онемогућено да их возе током шпица у одређеним данима у недељи. Забрана возила сваког дана одређена је последњом цифром њихове регистарске таблице. Мера је обавезна и они који је прекрше се кажњавају. Цифре које су забрањене сваког дана се ротирају сваке године.

### Јапан
У Јапану је удео железничког транспорта висок у поређењу са коришћењем аутомобила. Железнички саобраћај чини 27% укупног превоза путника у Јапану (други примери: Немачка (7,7%), Уједињено Краљевство (6,4%), Сједињене Америчке Државе (0,6%)). У подручју ширег Токија и метрополитанској области Кеиханшин постоји густа железничка мрежа и честе услуге, које чине више од половине путничког превоза; већина људи у овој области путује јавним превозом без коришћења аутомобила.
Традиционално је познато да су железнице у области ширег Токија веома закрчене, а ошија радници су запослени да помогне путницима да уђу у воз. Ово се постепено побољшава повећањем железничког капацитета и управљањем потражњом. Жељезничке линије у Токију су имале значајно смањење претрпаности и данас саобраћају у просеку са 163 процента капацитета.[a] Ово је у супротности са просечним оптерећењем од 221 проценат пројектованог капацитета возова[a] у шпицу 1975. године.

### Велика Британија
У Лондону, путничке карте дневног шпица омогућавају путовање у свако доба. Дневне карте ван радног времена су 20–50% јефтиније, али важе за путовања само после 9:30 и викендом. Ово је покушај да се подстакну путници који путују на посао лондонском подземном жељезницом, лаком жељезницом Докландс, аутобусима и трамвајима ван препуног јутарњег врха у радном дану. Постоји сличан систем за транспорт (аутобус и метро Тајн и Веар) у области Њукасл на Тајну. У Лондону накнаде загушења имају за циљ да обесхрабре вожњу између 7 и 18 часова.
У Манчестеру, Метролинк систем лаке железнице нуди појединачне, повратне и 'Метромакс' карте са уштедом дана по сниженој цени када се купе после 9:30. Овај подстицај је осмишљен да намами путнике да избегну свакодневну гужву на станицама Метролинка током шпица.
За кориснике са 16–25 Railcard, понуда за једну трећину снижене цене карата важи само после 10 часова (осим ако се не плаћа минимална цена) или викендом. Ово ограничење не важи у јулу и августу, главној сезони летњих празника.
За друге железничке карте важе друга ограничења; на пример, породична и мрежна карта се не могу користити за путовања током шпица унутар Лондона и југоисточне Енглеске.

### Сједињене Државе
Транзитне агенције – као што су Метро-Норт који опслужује Њујорк и WMATA који опслужује Вашингтон – често наплаћују возачима вишу „цену шпица“ за путовање током јутарњег и вечерњег шпица.

## Трећи шпиц
Термин „трећи шпиц“ је коришћен да се односи на период поднева у коме се путеви у градским и приградским подручјима закрче због бројних људи који својим возилима праве паузе за ручак. Ови возачи често посећују ресторане и локације брзе хране, где возила која се гужвају на улазима изазивају гужве у саобраћају. Подневном шпицу доприносе и активни пензионери који путују аутомобилом да би се бавили многим подневним активностима. Подручја која имају велику популацију школског узраста такође могу доживети додатне гужве због великог броја школских аутобуса и саобраћаја који преплави путеве после ручка, али пре вечерњег шпица. У многим европским земљама (нпр. Немачка, Аустрија, Мађарска) школе су само полудневне, а многи људи раде само пола радног времена. Ово узрокује трећи шпиц око 12:30–14 часова, што скреће део саобраћаја са вечерњег шпица, остављајући јутарњи шпиц као најинтензивнији период дана.